# David Cicilline
David Nicola Cicilline (Providence, 15 luglio 1961) è un politico e avvocato statunitense, membro della Camera dei Rappresentanti per lo stato del Rhode Island dal 2011 al 2023.

## Biografia
Figlio di un avvocato italoamericano e di una ebrea sabra, Cicilline crebbe a Providence e poi si trasferì a Narragansett. Intraprese gli studi in legge e lavorò come avvocato prima di entrare in politica.
Nel 1992 tentò di conquistare un seggio al Senato, ma fu sconfitto. Due anni dopo riuscì a farsi eleggere alla Camera dei Rappresentanti del Rhode Island, dove rimase per quattro mandati. In questi anni fece coming out rivelandosi gay.
Nel 2002 si candidò a sindaco di Providence e venne eletto con l'84% dei voti. Durante i suoi due mandati si registrò il più basso tasso di crimine in 30 anni.
Nel 2010, approfittando del ritiro del deputato Patrick Kennedy (figlio di Ted), Cicilline si candidò per sostituirlo alla Camera dei Rappresentanti e vinse le elezioni.
Di ideologia progressista, è un membro del Congressional Progressive Caucus.
Di dichiarate origini italiane, fa parte della Italian American Congressional Delegation.
Si è dimesso il 1 giugno per diventare CEO della Rhode Island Foundation.